# Hierodulella
Hierodulella (лат.) — род насекомых из семейства настоящих богомолов (Mantidae). Известно три вида из Юго-Восточной Азии. От близких родов отличается следующими признаками: костальное крыловое поле самца гиалиновое до полупрозрачного, с очень редким жилкованием, переднеспинка самки короче остального тела; метазона значительно более чем в два раза длиннее прозоны, постепенно сужается после супракоксальной дилатации; лоб шире своей высоты. Пронотум без значительного латерального расширения. Переднее бедро с 4 задневентральными шипами. Описанный в 1991 году из Китая вид Hierodulella albomaculata Zhang, 1991 перенесён в состав рода Ephierodula с новым названием Ephierodula albomaculata (Zhang, 1991).
- Hierodulella celebensis Beier, 1935 — Сулавеси
- Hierodulella reticulata Brunner v.W., 1898 — Молуккские острова
- Hierodulella soror Beier, 1935 — Молуккские острова